# 1. ŽNL Primorsko-goranska 1995./96.
Ovaj članak je podtema članka: 5. rang HNL-a 1995./96.

1. ŽNL Primorsko-goranska (također kao Prva nogometna liga Primorsko-goranske županije) u sezoni 1995./96. je predstavljala prvi stupanj županijske lige u Primorsko-goranskoj županiji, te ligu petog stupnja hrvatskog nogometnog prvenstva. 
 
Sudelovalo je 12 klubova, a prvak je bio "Rab". 

## Sustav natjecanja
12 klubova je igralo dvokružnu ligu (22 kola). 

## Ljestvica
| mj. | klub                     | ut. | pob. | ner. | por. | gol+ | gol- | bod |
| --- | ------------------------ | --- | ---- | ---- | ---- | ---- | ---- | --- |
| 1.  | Rab                      | 22  | 15   | 3    | 4    | 48   | 18   | 33  |
| 2.  | Napriijed Hreljin        | 22  | 15   | 3    | 4    | 42   | 14   | 48  |
| 3.  | Draga (Mošćenička Draga) | 22  | 14   | 4    | 4    | 42   | 17   | 46  |
| 4.  | Borac Bakar              | 22  | 12   | 3    | 5    | 39   | 19   | 41  |
| 5.  | Rječina Dražice          | 22  | 12   | 3    | 7    | 42   | 19   | 39  |
| 6.  | Krk Sigal                | 22  | 10   | 2    | 10   | 40   | 33   | 32  |
| 7.  | Lovran                   | 22  | 8    | 7    | 7    | 21   | 21   | 31  |
| 8.  | Lokomotiva Rijeka        | 22  | 5    | 8    | 9    | 18   | 22   | 23  |
| 9.  | Lošinj (Mali Lošinj)     | 22  | 5    | 6    | 11   | 19   | 35   | 21  |
| 10. | Željezničar Moravice     | 22  | 5    | 5    | 12   | 19   | 39   | 20  |
| 11. | Omladinac Vrata          | 22  | 5    | 2    | 15   | 21   | 40   | 17  |
| 12. | Risnjak Lokve            | 22  | 2    | 0    | 20   | 9    | 72   | 6   |

## Rezultatska križaljka
| kratica | klub                     | BOR | DRA | KRKS | LOK | LOŠ | LOV | NAP | OML | RAB | RIS | RJE | ŽELJ |
| --- | ------------------------ | --- | --- | ---- | --- | --- | --- | --- | --- | --- | --- | --- | ---- |
| BOR | Borac Bakar              |     |     |      |     |     |     |     |     |     |     |     |      |
| DRA | Draga (Mošćenička Draga) |     |     |      |     |     |     |     |     |     |     |     |      |
| KRKS | Krk Sigal                |     |     |      |     |     |     |     |     |     |     |     |      |
| LOK | Lokomotiva Rijeka        |     |     |      |     |     | 1:1 |     |     |     |     |     |      |
| LOŠ | Lošinj (Mali Lošinj)     |     |     |      |     |     |     |     |     |     |     |     |      |
| LOV | Lovran                   |     |     |      |     |     |     |     |     |     |     |     |      |
| NAP | Napriijed Hreljin        | 1:0 |     |      |     |     |     |     |     |     |     |     |      |
| OML | Omladinac Vrata          |     |     |      |     | 5:1 |     |     |     |     |     |     |      |
| RAB | Rab                      |     |     |      |     |     |     |     |     |     |     |     |      |
| RIS | Risnjak Lokve            |     | 0:6 |      |     |     |     |     |     |     |     |     |      |
| RJE | Rječina Dražice          |     |     | 3:1  |     |     |     |     |     |     |     |     |      |
| ŽELJ | Željezničar Moravice     |     |     |      |     |     |     |     |     | 2:0 |     |     |      |
| |                          |     |     |      |     |     |     |     |     |     |     |     |      |
| podebljan rezultat - utakmice od 1. do 11. kola (1. utakmica između klubova) rezultat normalne debljine - utakmice od 12. do 22. kola (2. utakmica između klubova) rezultat nakošen - nije vidljiv redoslijed odigravanja međusobnih utakmica iz dostupnih izvora rezultat smanjen * - iz dostupnih izvora nije uočljiv domaćin susreta prekrižen rezultat - poništena ili brisana utakmica p - utakmica prekinuta 3:0 p.f. / 0:3 p.f. - rezultat 3:0 bez borbe n.i. - nije igrano |                          |     |     |      |     |     |     |     |     |     |     |     |      |

 Izvori: 